# Mia Audina
Mia Audina Tjiptawan-Lobman, née le 22 août 1979 à Jakarta, est une joueuse de badminton indonésienne puis néerlandaise, spécialiste du simple dames.  Elle a été médaillée de bronze olympique en 1996 sous les couleurs indonésiennes, puis en 2004 sous les couleurs néerlandaises. 